# مریخ‌لرزه

مصورسازی زونِ سایهٔ یک پی-موج برای زمین. اس-موج‌ها به مغزهٔ بیرون‌تر رخنه نمی‌کنند.

بهرام‌لرزه یک لرزه بسیار شبیه به زمین‌لرزه است که به عنوان یک برآیهٔ رهشِ ناگهانی انرژی، در درونهٔ رویه یا درونهٔ سیاره بهرام رخ می‌دهد.